# Bottidda
Bottidda là một đô thị ở tỉnh Sassari trong vùng Sardinia, có khoảng cách khoảng 130 km về phía bắc của Cagliari và cách khoảng 50 km về phía đông nam của Sassari. Tại thời điểm ngày 31 tháng 12 năm 2004, đô thị này có dân số 780 người và diện tích là 33,8 km².
Bottidda giáp các đô thị: Bono, Bonorva, Burgos, Esporlatu, Illorai, Orotelli.